# Гордєєва Ніна Ксенофонтівна
Ніна Ксенофонтівна Гордєєва (Тимченко) — українська художниця, майстриня петриківського розпису.